# 二體問題
本条目中，向量與标量分別用粗體與斜體顯示。例如，位置向量通常用 {\displaystyle \mathbf {r} \,\!} 表示；而其大小則用 {\displaystyle r\,\!} 來表示。

兩個質量相等的粒子，依循各自橢圓軌道，繞著質心公轉。

兩個質量稍微不同的粒子的運動，依循各自橢圓軌道，繞著質心公轉。這種軌道的尺寸與形狀類似冥王星-冥衛一系統。

在經典力學裏，二體問題（英語：two-body problem）研究兩個粒子因彼此互相作用而產生的運動。這是個很重要的天文學問題，常見的應用有衛星繞著行星公轉、行星繞著恆星公轉、雙星系統、雙行星、一個經典電子繞著原子核運動等等。
二體問題可以表述為兩個獨立的單體問題，其中一個是平凡的單體問題，另外一個單體問題研究一個粒子因外力作用而呈現的運動。由於很多單體問題有精確解（exact solution），即不需借助近似方法就可得到問題的解答；其對應的二體問題連帶地也可解析。顯然不同地，除了特別案例以外，三體問題（或者更複雜的多體問題）並沒有精確解。

## 約化為兩個獨立的單體問題
在一個物理系統裏，假設兩個粒子的質量分別為{\displaystyle m_{1}\,\!}、{\displaystyle m_{2}\,\!}，在時間{\displaystyle t=0\,\!}的初始位置分別為{\displaystyle \mathbf {x} _{10}\,\!}、{\displaystyle \mathbf {x} _{20}\,\!}，初始速度分別為{\displaystyle \mathbf {v} _{10}\,\!}、{\displaystyle \mathbf {v} _{20}\,\!}，計算這兩個粒子的軌跡函數{\displaystyle \mathbf {x} _{1}(t)\,\!}及{\displaystyle \mathbf {x} _{2}(t)\,\!}的問題，稱為二體問題。
根據牛頓第二定律：
{\displaystyle \mathbf {F} _{12}(\mathbf {x} _{1},\mathbf {x} _{2})=m_{1}{\ddot {\mathbf {x} }}_{1}\,\!} —— (1)、
{\displaystyle \mathbf {F} _{21}(\mathbf {x} _{1},\mathbf {x} _{2})=m_{2}{\ddot {\mathbf {x} }}_{2}\,\!} —— (2)；
其中，{\displaystyle \mathbf {F} _{AB}\,\!}表示粒子B施加於粒子A的作用力。

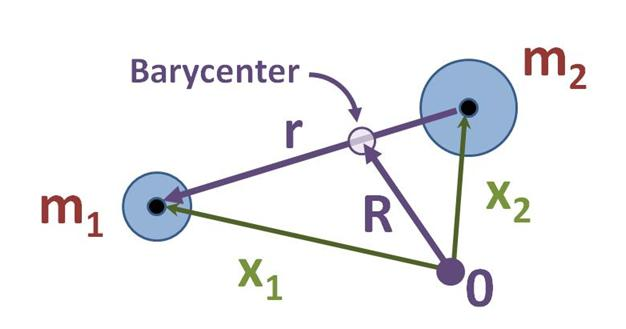
二體問題的雅可比坐標(Jacobi coordinates)為質心坐標和相對坐標；其中， 。

將方程式(1)與方程式(2)相加，可以得到一個方程式，專門描述兩個粒子的質心運動。將方程式(1)與方程式(2)的相減，則可得到描述兩個粒子相對的位移向量{\displaystyle \mathbf {r} =\mathbf {x} _{1}-\mathbf {x} _{2}\,\!}與時間之間的關係。將這兩個獨立的單體問題的解答結合起來，就可以求得軌跡函數{\displaystyle \mathbf {x} _{1}(t)\,\!}和{\displaystyle \mathbf {x} _{2}(t)\,\!}。

### 質心運動（第一個單體問題）
質心的位置由兩個粒子的位置和質量給出：
{\displaystyle \mathbf {x} _{cm}\ {\stackrel {def}{=}}\ (m_{1}\mathbf {x} _{1}+m_{2}\mathbf {x} _{2})/M\,\!}；
其中，{\displaystyle M=m_{1}+m_{2}\,\!}是系統的總質量。
質心的加速度為：
{\displaystyle {\ddot {\mathbf {x} }}_{cm}=(m_{1}{\ddot {\mathbf {x} }}_{1}+m_{2}{\ddot {\mathbf {x} }}_{2})/M\,\!}。
由於沒有外力作用，將方程式(1)與(2)相加，根據牛頓第三定律，可以得到
{\displaystyle M{\ddot {\mathbf {x} }}_{cm}=\mathbf {F} _{12}+\mathbf {F} _{21}=0\,\!}。
因此，質心的加速度等於零，質心的速度{\displaystyle \mathbf {v} _{cm}\,\!}為常數：
{\displaystyle \mathbf {v} _{cm}={\dot {\mathbf {x} }}_{cm}=(m_{1}\mathbf {v} _{10}+m_{2}\mathbf {v} _{20})/M\,\!}。
這物理系統的動量守恆：
{\displaystyle m_{1}\mathbf {v} _{1}+m_{2}\mathbf {v} _{2}=M\mathbf {v} _{cm}=m_{1}\mathbf {v} _{10}+m_{2}\mathbf {v} _{20}\,\!}。
從兩個粒子的初始位置和初始速度，就可以決定質心在任意時間的位置：
{\displaystyle \mathbf {x} _{cm}=\mathbf {v} _{cm}t+(m_{1}\mathbf {x} _{10}+m_{2}\mathbf {x} _{20})/M\,\!}。

### 位移向量運動（第二個單體問題）
將方程式(1)、(2)分別除以{\displaystyle m_{1}\,\!}、{\displaystyle m_{2}\,\!}，然後相減，可以得到
{\displaystyle {\ddot {\mathbf {r} }}={\ddot {\mathbf {x} }}_{1}-{\ddot {\mathbf {x} }}_{2}=\left({\frac {\mathbf {F} _{12}}{m_{1}}}-{\frac {\mathbf {F} _{21}}{m_{2}}}\right)\,\!}。
其中，{\displaystyle \mathbf {r} \,\!}是個從粒子2位置指到粒子1位置的位移向量。
應用牛頓第三定律，{\displaystyle \mathbf {F} _{12}=-\mathbf {F} _{21}\,\!}。所以，
{\displaystyle {\ddot {\mathbf {r} }}=\left({\frac {1}{m_{1}}}+{\frac {1}{m_{2}}}\right)\mathbf {F} _{12}\,\!}。
兩個粒子之間的作用力應該只是相對位置{\displaystyle \mathbf {r} \,\!}的函數，而不是絕對位置{\displaystyle \mathbf {x} _{1}\,\!}、{\displaystyle \mathbf {x} _{2}\,\!}的函數；否則，無法滿足物理的平移對稱，物理定律會因地而易，二體之間的物理關係無法普遍地成立於全宇宙。換句話說，在宇宙中，兩個粒子的絕對位置無關緊要，因為它們是宇宙中唯一的兩個粒子，是互相施加於彼此的作用力的源頭。誠然地，這是一個不實際的問題，可以被視為一個思想實驗。為了滿足這問題的要求，兩個粒子之間的作用力必須只是相對位置{\displaystyle \mathbf {r} \,\!}的函數。這樣，相減得到的方程式寫為
{\displaystyle \mu {\ddot {\mathbf {r} }}=\mathbf {F} _{12}(\mathbf {x} _{1},\mathbf {x} _{2})=\mathbf {F} (\mathbf {r} )\,\!}；
其中，{\displaystyle \mu =m_{1}m_{2}/M\,\!}是約化質量。
一旦求得函數{\displaystyle \mathbf {x} _{cm}(t)\,\!}與{\displaystyle \mathbf {r} (t)\,\!}，就可以計算出兩個粒子的軌跡方程式{\displaystyle \mathbf {x} _{1}(t)\,\!}與{\displaystyle \mathbf {x} _{2}(t)\,\!}：
{\displaystyle \mathbf {x} _{1}(t)=\mathbf {x} _{cm}(t)+m_{2}\mathbf {r} (t)/M\,\!}、
{\displaystyle \mathbf {x} _{2}(t)=\mathbf {x} _{cm}(t)-m_{1}\mathbf {r} (t)/M\,\!}。

## 角動量
兩個粒子的總角動量{\displaystyle \mathbf {L} _{tot}\,\!}為
{\displaystyle {\begin{aligned}\mathbf {L} _{tot}&=\mathbf {x} _{1}\times (m_{1}{\dot {\mathbf {x} }}_{1})+\mathbf {x} _{2}\times (m_{2}{\dot {\mathbf {x} }}_{2})=\mathbf {x} _{cm}\times M{\dot {\mathbf {x} }}_{cm}+\mathbf {r} \times \mu {\dot {\mathbf {r} }}\\&=\mathbf {L} _{cm}+\mathbf {L} _{rel}\\\end{aligned}}\,\!}
其中，{\displaystyle \mathbf {L} _{cm}=\mathbf {x} _{cm}\times M{\dot {\mathbf {x} }}_{cm}\,\!}是質心對於原點的角動量，{\displaystyle \mathbf {L} _{rel}=\mathbf {r} \times \mu {\dot {\mathbf {r} }}\,\!}是兩個粒子對於質心的角動量。
回想前面質心的軌跡方程式，
{\displaystyle \mathbf {x} _{cm}=\mathbf {v} _{cm}t+(m_{1}\mathbf {x} _{10}+m_{2}\mathbf {x} _{20})/M\,\!}。
為了簡化分析，設定質心的初始位置為{\displaystyle 0\,\!}。也就是說，質心的直線運動經過原點。那麼，
{\displaystyle \mathbf {L} _{cm}=\mathbf {v} _{cm}t\times M\mathbf {v} _{cm}=0\,\!}、
{\displaystyle \mathbf {L} _{tot}=\mathbf {L} _{rel}\,\!}。
二体问题常用的换元的技巧是通过 {\displaystyle u=1/r\!} 和 {\displaystyle {\dot {\theta }}=Lu^{2}/m\!} 将原方程中对时间的求导转化为对角度 {\displaystyle \theta \!} 的求导，并得到Sturm-Liouville型方程
{\displaystyle (Lu')'+Lu=1/L\!}

### 角動量守恆與連心力
二體問題的總力矩{\displaystyle {\boldsymbol {\tau }}_{tot}\,\!}是
{\displaystyle {\boldsymbol {\tau }}_{tot}=\mathbf {x} _{1}\times \mathbf {F} _{12}+\mathbf {x} _{2}\times \mathbf {F} _{21}=\mathbf {r} \times \mathbf {F} _{12}\,\!}。
在物理學裏，時常會遇到的萬有引力、靜電力等等，都是連心力。假設，作用力{\displaystyle \mathbf {F} _{12}\,\!}是連心力，則{\displaystyle \mathbf {F} _{12}\,\!}與{\displaystyle \mathbf {r} \,\!}同直線，總力矩{\displaystyle {\boldsymbol {\tau }}_{tot}\,\!}等於0。根據角動量守恆定律，
{\displaystyle {\boldsymbol {\tau }}_{tot}={\frac {d\mathbf {L} _{tot}}{dt}}\,\!}。
因此，總角動量{\displaystyle \mathbf {L} _{tot}\,\!}是個常數，總角動量守恆。
請注意，並不是每一種力都是連心力。假設，兩個粒子是帶電粒子。由必歐-沙伐定律與勞侖茲力定律所算出的作用力和反作用力並不是連心力。總力矩{\displaystyle {\boldsymbol {\tau }}_{tot}\,\!}不等於0。總角動量不守恆；這是因為還有角動量並沒有被計算在內。假若，將電磁場的角動量計算在內，則角動量守恆定律仍舊成立。
在很多物理系統裏，作用力{\displaystyle \mathbf {F} (\mathbf {r} )\,\!}是一種連心力，以方程式表示為
{\displaystyle \mathbf {F} (\mathbf {r} )=F(r){\hat {\mathbf {r} }}}；
其中，{\displaystyle r\,\!}是徑向距離，{\displaystyle {\hat {\mathbf {r} }}\,\!}是徑向單位向量。
這物理系統的運動方程式為
{\displaystyle \mu {\ddot {\mathbf {r} }}={F}(r){\hat {\mathbf {r} }}\,\!}。
更詳盡細節，請參閱條目經典連心力問題（classical central force problem）。

### 平面運動與角動量守恆
總角動量與{\displaystyle \mathbf {r} \,\!}的點積為
{\displaystyle \mathbf {r} \cdot \mathbf {L} _{tot}=\mathbf {r} \cdot (\mathbf {r} \times (\mu {\dot {\mathbf {r} }}))=0\,\!}。
這兩個粒子的運動軌道必定包含於垂直於{\displaystyle \mathbf {L} _{tot}\,\!}的平面。假設作用力為連心力，則由於角動量守恆，這兩個粒子必定運動於某特定平面，而常數向量{\displaystyle \mathbf {L} _{tot}\,\!}垂直於這平面。

## 參閱
- 多體問題
- 克卜勒定律
- 克卜勒問題
- 拉普拉斯-龍格-冷次向量
- 伯特蘭定理
- 牛頓旋轉軌道定理

### 引用
1. ↑  David Betounes. . Springer. 2001: 58; Figure 2.15.
2. ↑  Luo, Siwei. . Journal of Physics Communications. 22 June 2020, 4 (6): 061001. Bibcode:2020JPhCo...4f1001L. doi:10.1088/2399-6528/ab9c30 .
3. ↑  Goldstein, Herbert.  3rd. United States of America: Addison Wesley. 1980: pp. 7–8. ISBN 0201657023 （英语）.